# AS Dikaki
Die Association Sportive Dikaki ist ein gabunischer Fußballklub mit Sitz in der Stadt Fougamou innerhalb der Provinz Ngounié.

## Geschichte
Der Klub erreichte in der Saison 2018 die Aufstiegs-Playoffs der zweitklassigen Championnat National D2 und konnte sich dort nach einem 0:0 in der regulären Spielzeit im Elfmeterschießen mit 5:4 gegen den US Oyem durchsetzen. Beide Klubs durften aufsteigen. In der Saison 2019 wurde die Mannschaft in den Poule D der erstklassigen Championnat National D1 gesetzt. In der aus drei Mannschaften bestehenden Gruppe platzierte sich die Mannschaft nach acht gespielten Partien mit zehn Punkten auf dem zweiten Platz, womit man nicht an den Meisterschafts- bzw. Abstiegsplayoffs teilnahm. Die Saison 2020 wurde zur Halbzeit aufgrund der COVID-19-Pandemie abgebrochen. Zu diesem Zeitpunkt lag die Mannschaft innerhalb des Poule A mit zwei Punkten aus sechs Spielen auf dem siebten und letzten Platz. Es gab keine Absteiger nach dieser Saison.

## Stadion
Der Verein trägt seine Heimspiel im Stade Mbombet in Mouila aus. Das Stadion hat ein Fassungsvermögen von 2000 Personen.